# Абаева, Тамара Григорьевна
Тама́ра Григо́рьевна Аба́ева (род. 17 июля 1927, Хива, Хорезмская область, Узбекская ССР, СССР) — советский узбекский и таджикский историк-востоковед, доктор исторических наук.

## Биография
Тамара Григорьевна Абаева родилась 17 июля 1927 года в городе Хиве (ныне административный центр Хивинского района Хорезмской области Республики Узбекистан) в семье служащего Григория Абаева.
В 1951 году окончила Восточный факультет Среднеазиатского государственного университета (САГУ) в Ташкенте.
С 1956 года научный сотрудник Института востоковедения (ныне им. Абу Райхана Беруни) Академии наук Узбекской ССР.
В 1961 году успешно защитила диссертацию на соискание учёной степени кандидата исторических по теме «Очерки по история Бадахшана», в 1990 году защитила докторскую диссертацию по теме «Малочисленные народы Памиро-Гиндукушского региона Афганистана в конце XIX начале XX века».
Т. Г. Абаевой опубликовано около 70 научных трудов, среди её основных работ: «Очерки истории Бадахшана» (1964), «Памиро-Гиндукушский регион Афганистана в конце XIX начале XX века» (1987), «Малочисленные народы Памиро-Гиндукушского региона Афганистана в конце XIX начале XX века» (1990); «Составлено по данным: Милибанд С. Д. Биобиблиографический словарь, 1995. Шохрат Кадыров. Российско-туркестанский исторический словарь. Том 2. Рукопись. Осло, 2004.» и др..

## Избранные сочинения и некоторые публикации
Книги
- Абаева Т. Г. Малочисленные народы Памиро-Гиндукушского региона Афганистана в конце XIX начале XX века. — Ташкент, 1990. — 405 с. Всеобщая история. Российская государственная библиотека.
- Абаева Т. Г. Памиро-Гиндукушский регион Афганистана в конце XIX начале XX века : (Очерк истории) / Т. Г. Абаева; АН УзССР, Ин-т востоковедения им. Абу Райхана Беруни. — Ташкент: «Фан», 1987. — 118 с. Афганистан — История, XIX—XX вв. История — Афганистан, Памиро-Гиндукушский регион (ист.), Афганистан, история. РГБ. Мичиганский университет (оцифровано 14.06.2006).
- Абаева Т. Г. Очерки по истории Бадахшана [Текст] / Акад. наук УзССР. Ин-т востоковедения. — Ташкент, 1961. РГБ.
- Абаева Т. Г. Очерки истории Бадахшана [Текст] / [Предисл. Н. Б. Байковой] ; Акад. наук УзССР. Ин-т востоковедения им. Бируни. — Ташкент: Наука, 1964. — 163 с. Бадахшан — История, XX в. РГБ.
- Абаева Т. Г. Некоторые публикации. — Российская национальная библиотека.
- Абаева Т. Г. Некоторые публикации. — WorldCat.

Статьи
- Абаева Т. Г. Границы древнего Болора // Страны и народы востока. — М.: Наука, Гл. ред. вост. лит., 1973. — Вып. 16. Памир. — С. 158—168.: Публикации [1975].
- Абаева Т. Г. Исследования А. В. Станишевского (Азиза Ниалло) о Памире // Страны и народы востока  / А. Н. Зелинский. — М.: Наука, Главная редакция восточной литературы, 1973. — Вып. 16. Памир. — С. 262—291. Публикации [1975]:

Архивные документы <…> были объединены в общий сборник. Пятьдесят документов касались вопросов Памира. <…> двадцать два документа в этом сборнике посвящено исмаилизму. Среди них уникальная коллекция переводов одиннадцати фирманов (тадж. Фармон — религиозный указ) Ага-хана. Сборник остался неизданным и хранится только в рукописном виде в Архивном отделе в Хороге, в Институте истории и археологии АН Таджикской ССР, в ЦГА УзССР и у академика Б. Г. Гафурова. К сожалению, куда-то пропал экземпляр, сданный в своё время Ленинградскому отделению Института востоковедения АН СССР. Ещё более печальной оказалась участь сводного отчёта о работе, проделанной во время последней служебной поездки А. В. Станишевского. Там были записи бесед с Хайдар-Шо Муборак Заде и Додо Худо Кадам Шо-Заде по истории Шугнана и Вахана, <…> Сводный отчёт был составлен примерно на двадцати печатных листах и взят Н. П. Горбуновым для перепечатки. Трагический конец Горбунова даже не дал возможности выяснить, куда затерялась рукопись. Памятью о проведённых работах остались только полевые записи в дневниках А. В. Станишевского.
- Абаева Т. Г. К вопросу об архаичных слоях кафирской мифологии. Афганистан (вопросы истории, экономики и филологии) // Ю. Е. Берёзкин, Е. Н. Дувакин Тематическая классификация и распределение фольклорно-мифологических мотивов по ареалам: Аналитический каталог. — Ташкент: «Фан», 1978. — С. 104—121. Введение. Библиография. Этносы и ареалы.

### Комментарии
1. ↑  Николай Петрович Горбунов в рамках «дела альпинистов» 7 сентября 1938 года был осуждён и расстрелян в здании Военной коллегии Верховного Суда СССР (ВКВС).